# Nationaal Park Eifel
Het Nationaal Park Eifel (Duits: Nationalpark Eifel) is het veertiende Nationale park van Duitsland en het enige van Noordrijn-Westfalen. Het ligt in het noorden van de Eifel, tussen Nideggen in het noorden en Gemünd in het zuiden, en de Belgische grens in het westen. Sinds 1 januari 2004 is het een nationaal park.
Het gebied is ca. 10.700 ha groot, grenst in het noordwesten aan de Rurstausee en omvat de aangrenzende Urfttalsperre met het voormalige Kamp Vogelsang, een militair oefenterrein dat door het Belgische leger werd gebruikt en sinds 2006 deel uitmaakt van het park. Hier bevindt zich het bezoekerscentrum.

## Flora
Het nationale park beschermt het beukenwoud, dat tot op heden in het noorden van de Eifel behouden gebleven is, maar dat oorspronkelijk vrijwel de gehele Eifel bedekte. Een groot aaneengesloten bosgebied met een hoog aandeel aan beuken ligt op de berg Kermeter.
Door de manier waarop in het verleden het bos is gebruikt, met name voor de winning van houtskool, waren grote gebieden in bos omgezet. De Pruisen hebben in de 19e eeuw weer gedeelten met sparren ingeplant. Sparren groeien sneller dan veel loofboomsoorten en maken zo een economischere bosbouw mogelijk. Doordat in het ontstane nationale park de natuur aan zichzelf wordt overgelaten kunnen veel naaldbomen slachtoffer worden van de schorskever zoals de dennenscheerder. Op de flanken van de Kermeter, een berg die in het noorden en westen door de Rurtalsperre en in het zuiden door de Urfttalsperre begrensd wordt, zijn daardoor getroffen. Voor de schorskever is het droge klimaat gunstig. Dit is een natuurlijk proces, dat in de gaten gehouden wordt. Het overslaan op andere naaldwouden buiten het nationale park zal tegen die tijd tegengehouden worden. De terugkeer van de beuk wordt in grote gedeelten gestimuleerd. Gedeeltelijk wordt hierbij aan beplanting gedacht. Voor andere gebieden is ondersteuning nodig. De beuk heeft behoefte aan schaduw en in de schaduw van de naaldbomen ontstaat al een nieuw beukenbos. In ieder geval zal het nog tientallen jaren duren voordat de beuk weer de meest voorkomende boom is.
Verder zijn er ca. 80 beschermde plantensoorten en 150 diersoorten die op de Rode lijst staan.

## Fauna
De wilde kat, de oehoe, het edelhert, de lynx, de zwarte ooievaar en de in Noordrijn-Westfalen zeldzame muurhagedis komen hier voor.

## Afbeeldingen

Logo
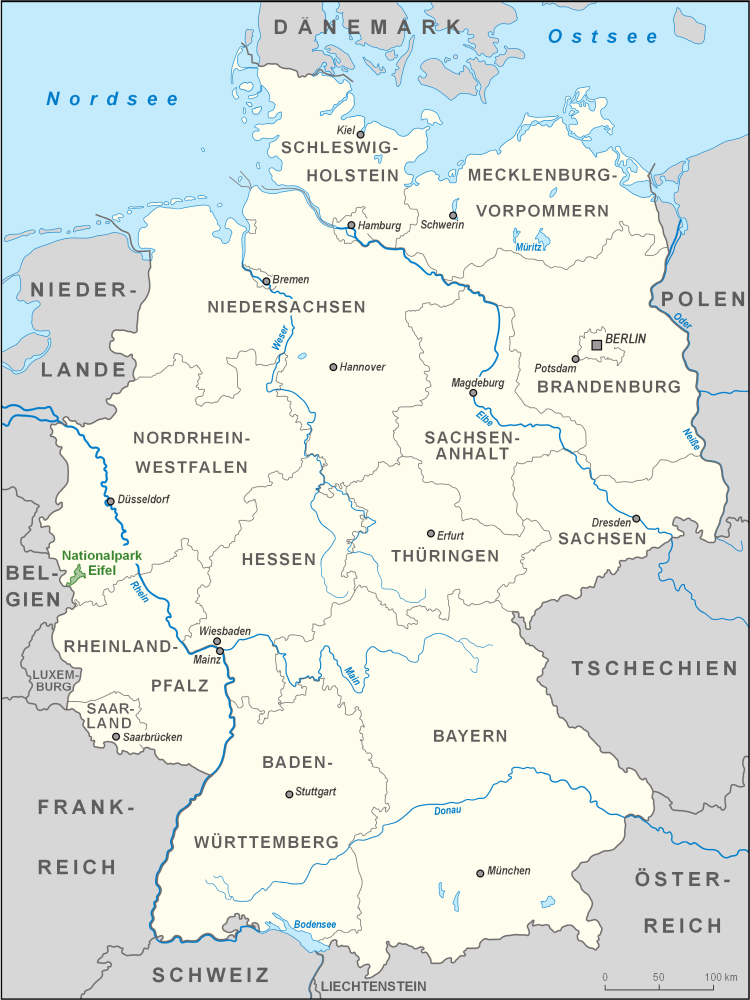
Kaart (1)
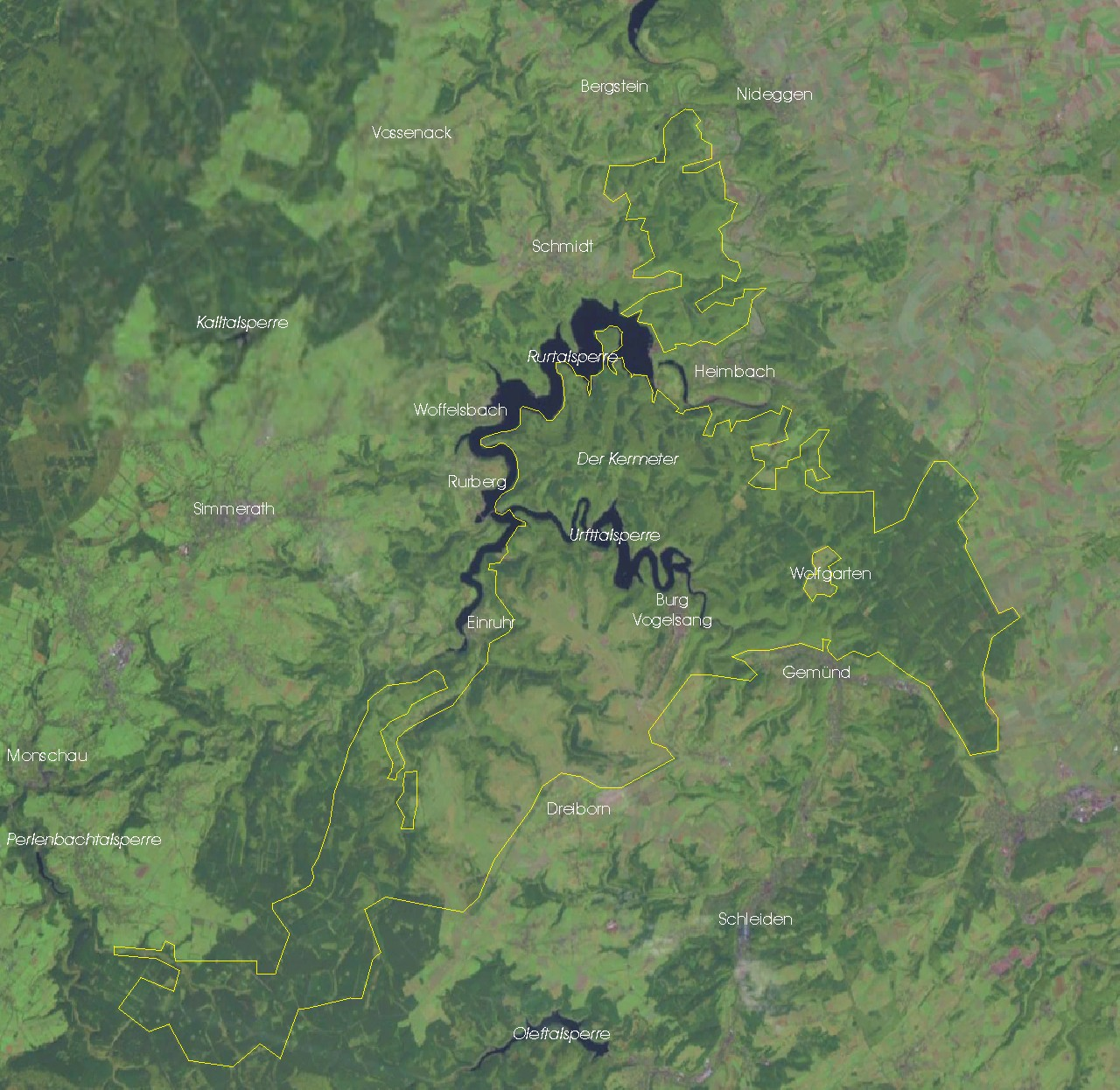
Kaart (2)
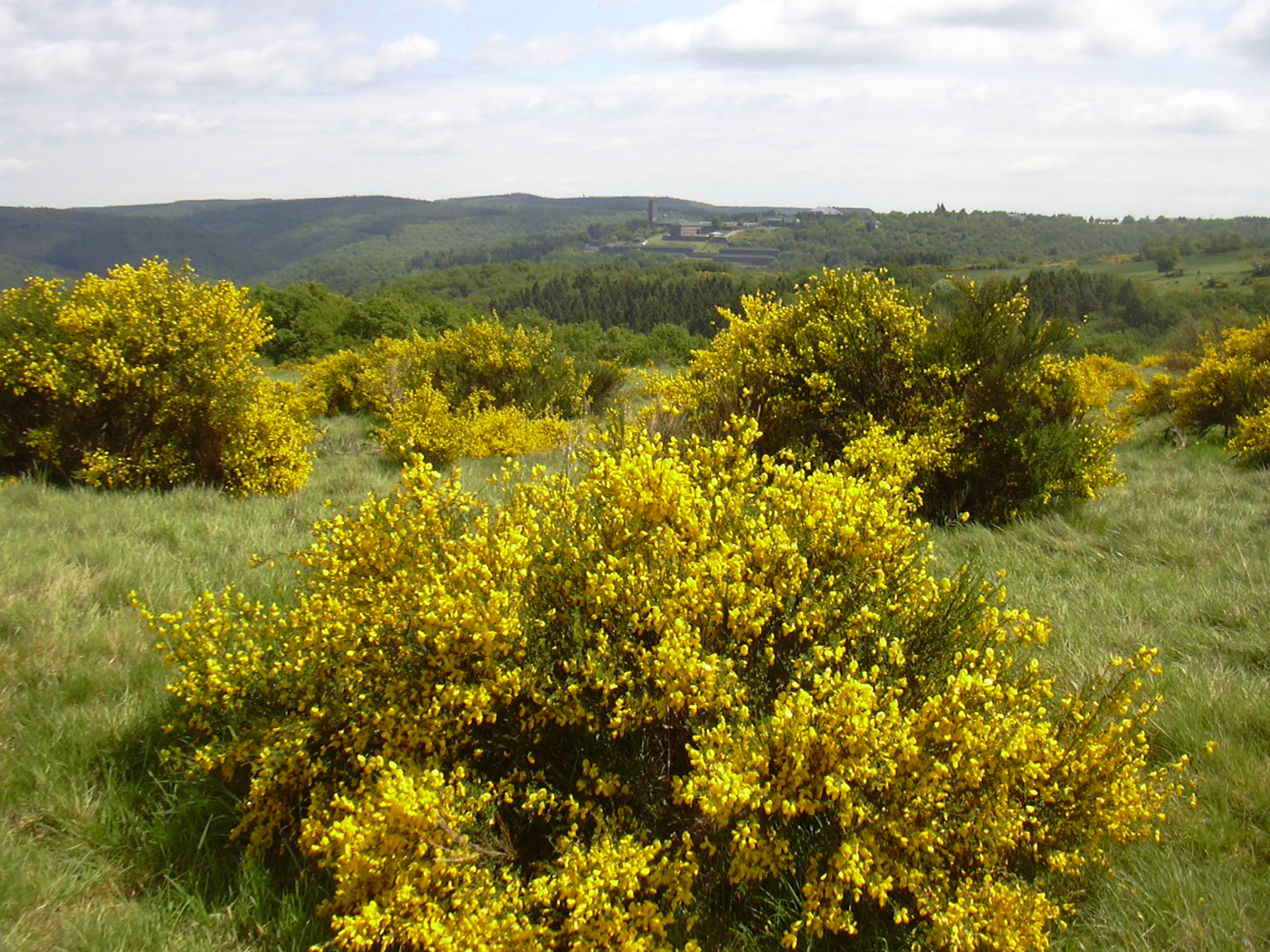
Wandelroute (1)
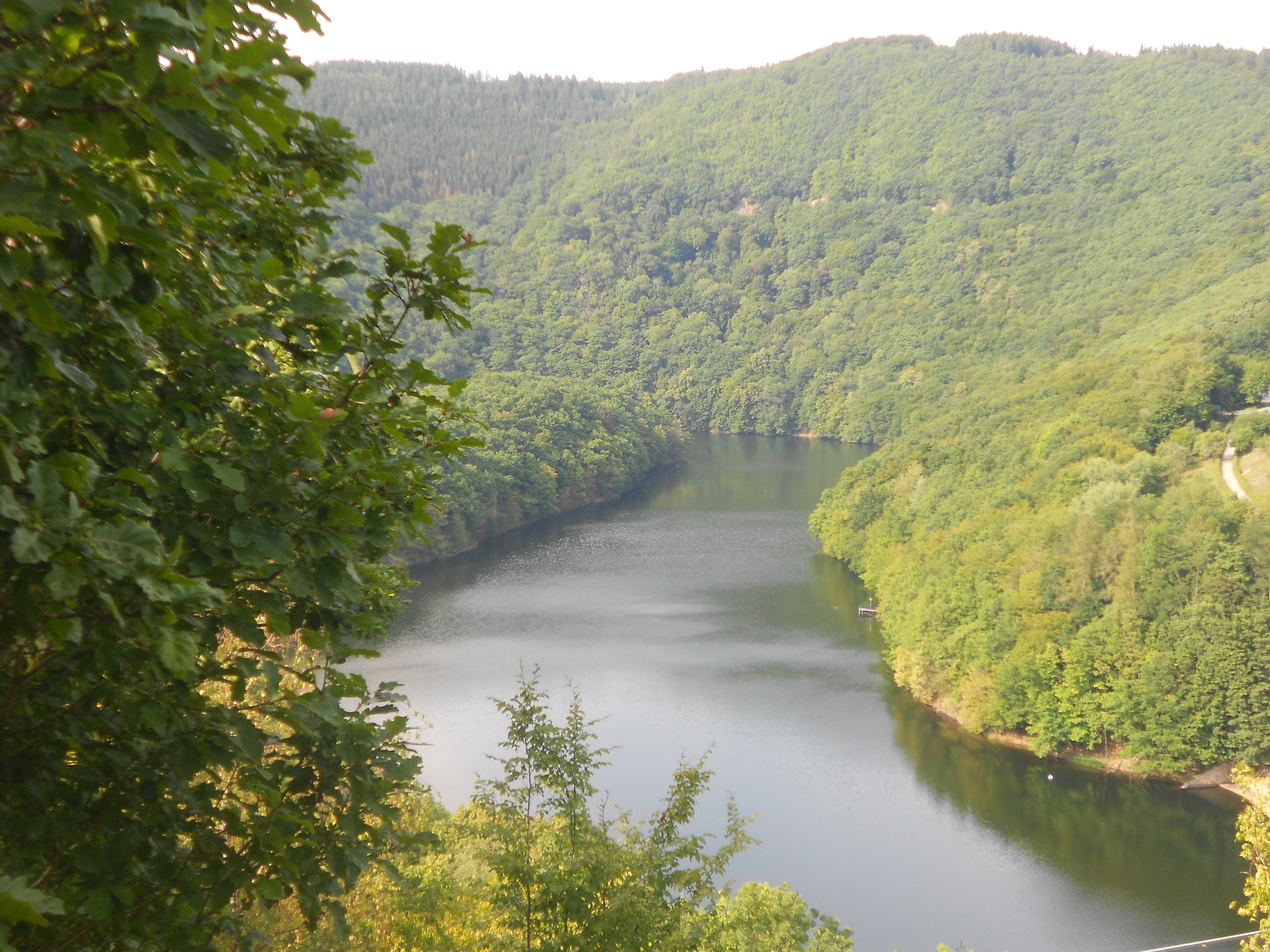
Landschap (1)
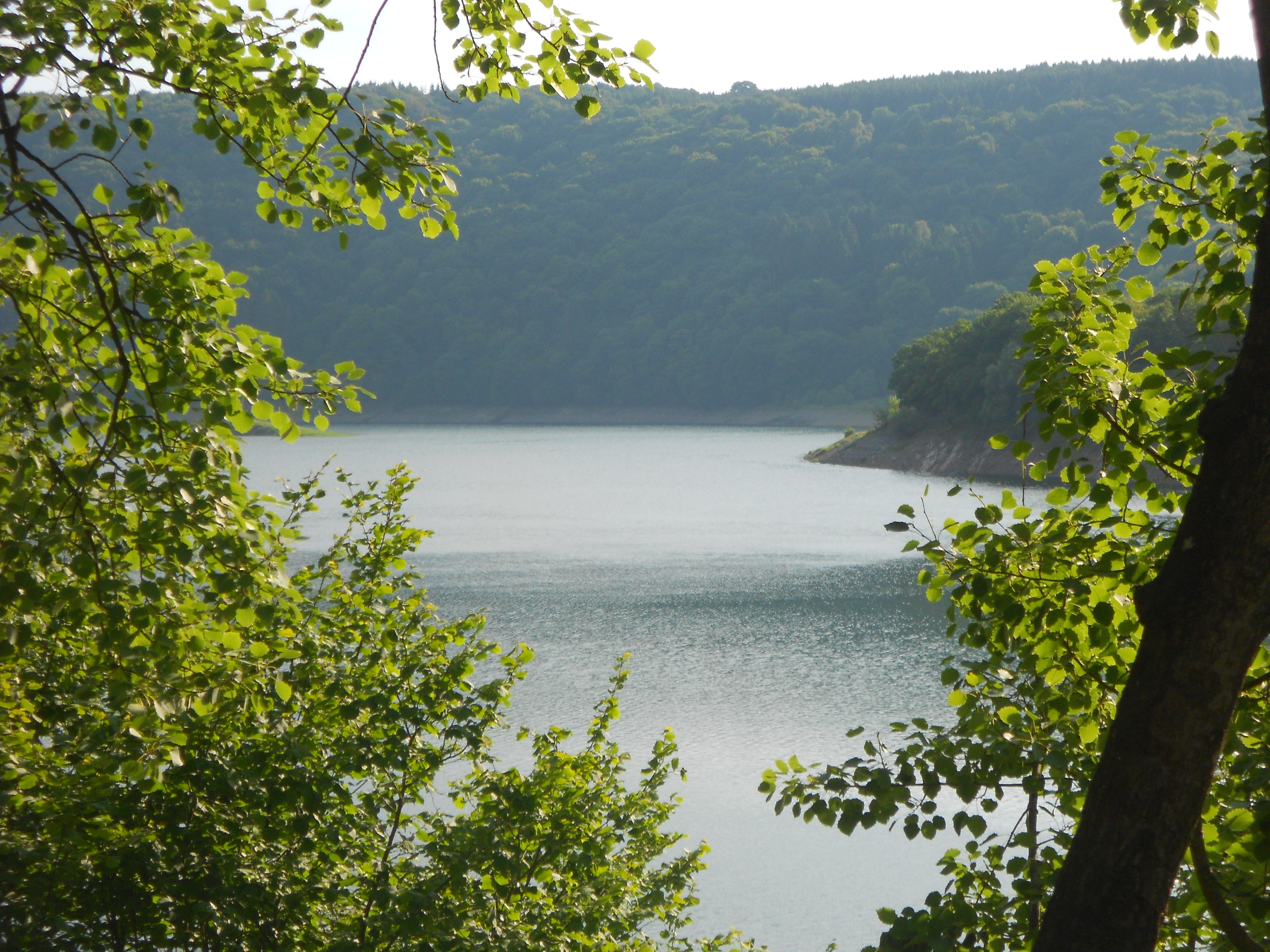
Landschap (2)
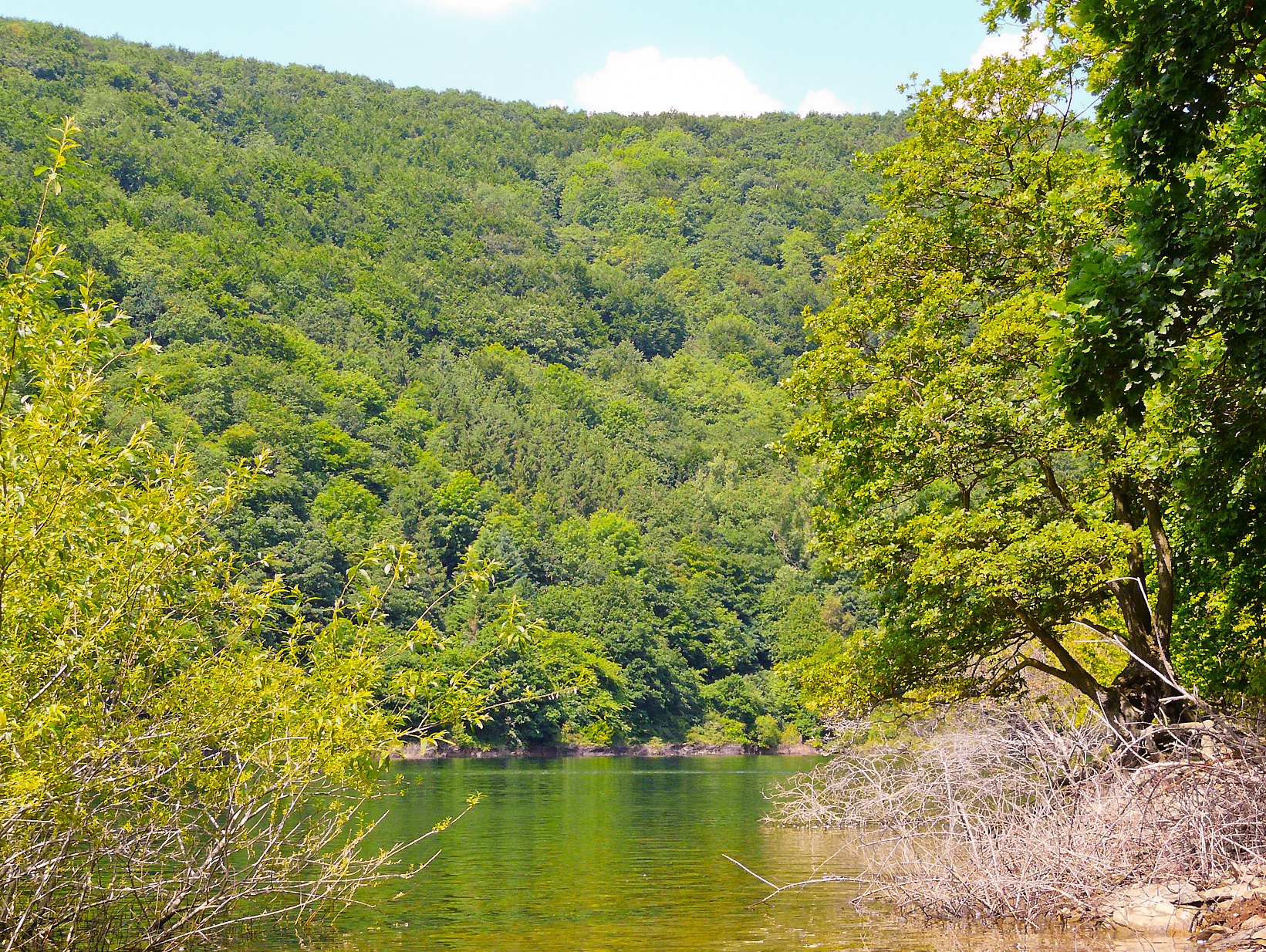
Rurtalsperre
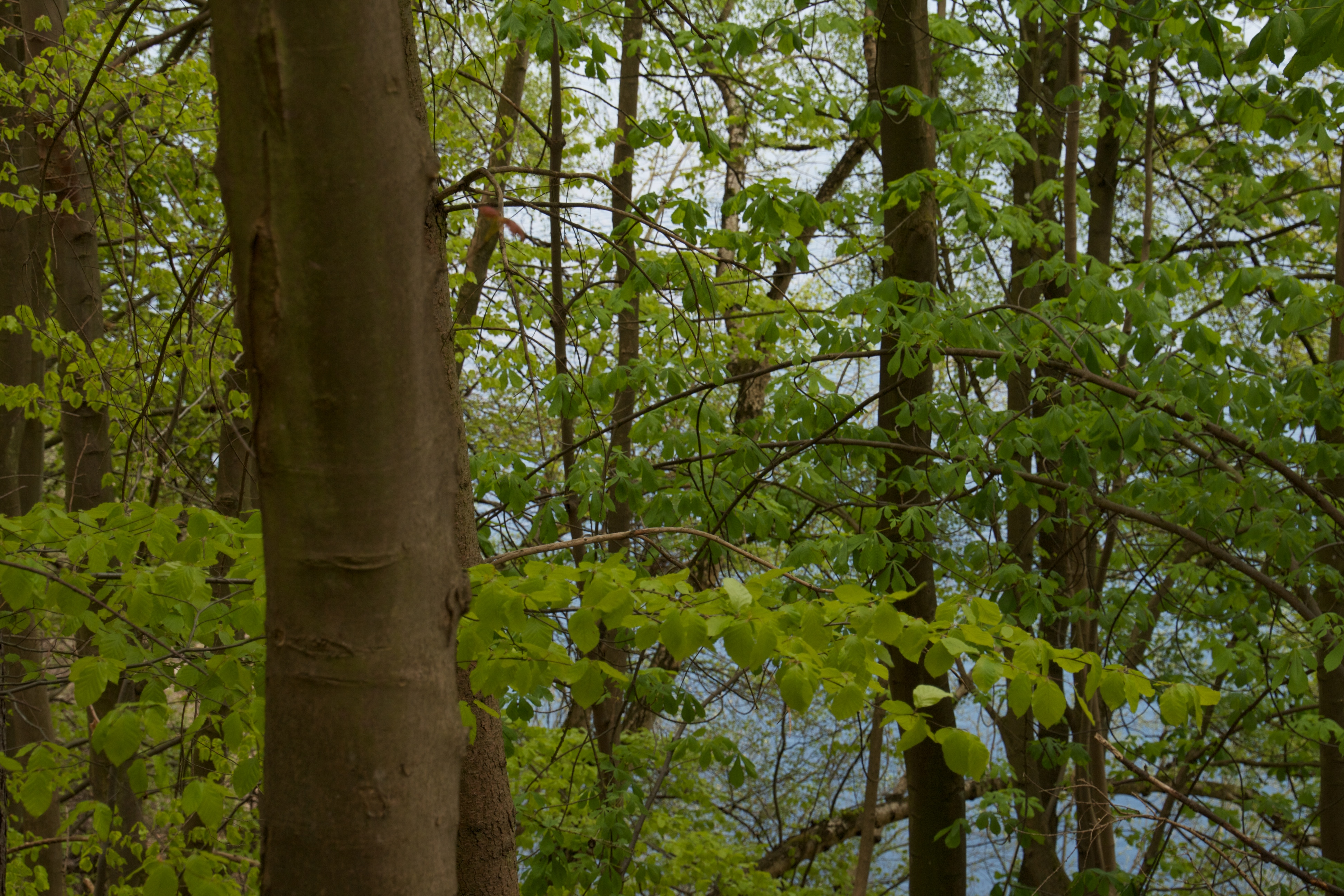
Landschap  (3)
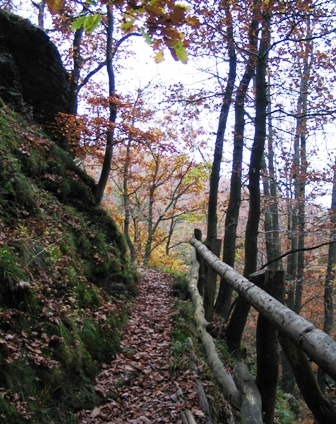
Wandelroute  (2)
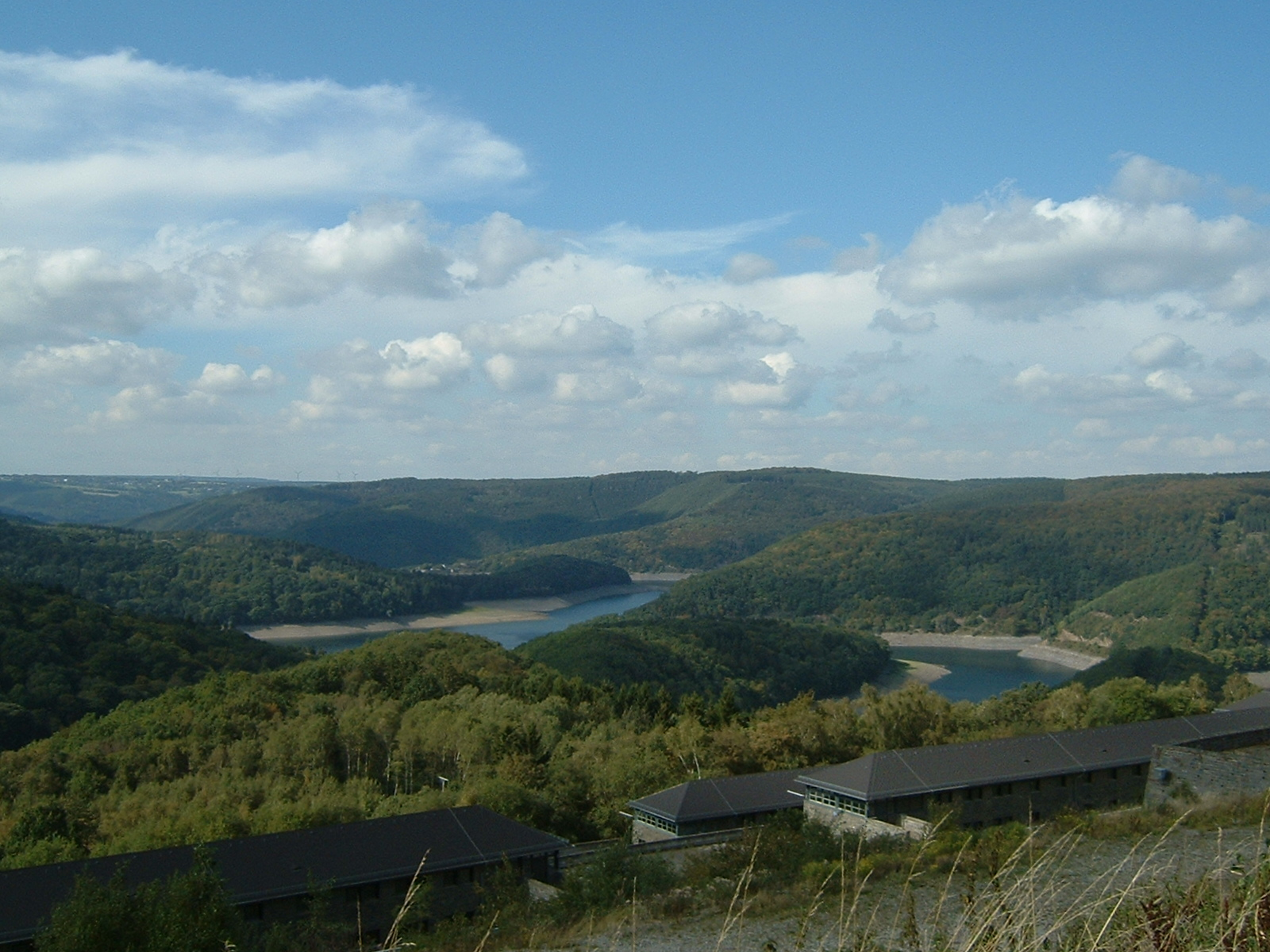
Uitzicht vanaf kasteel  Vogelsang
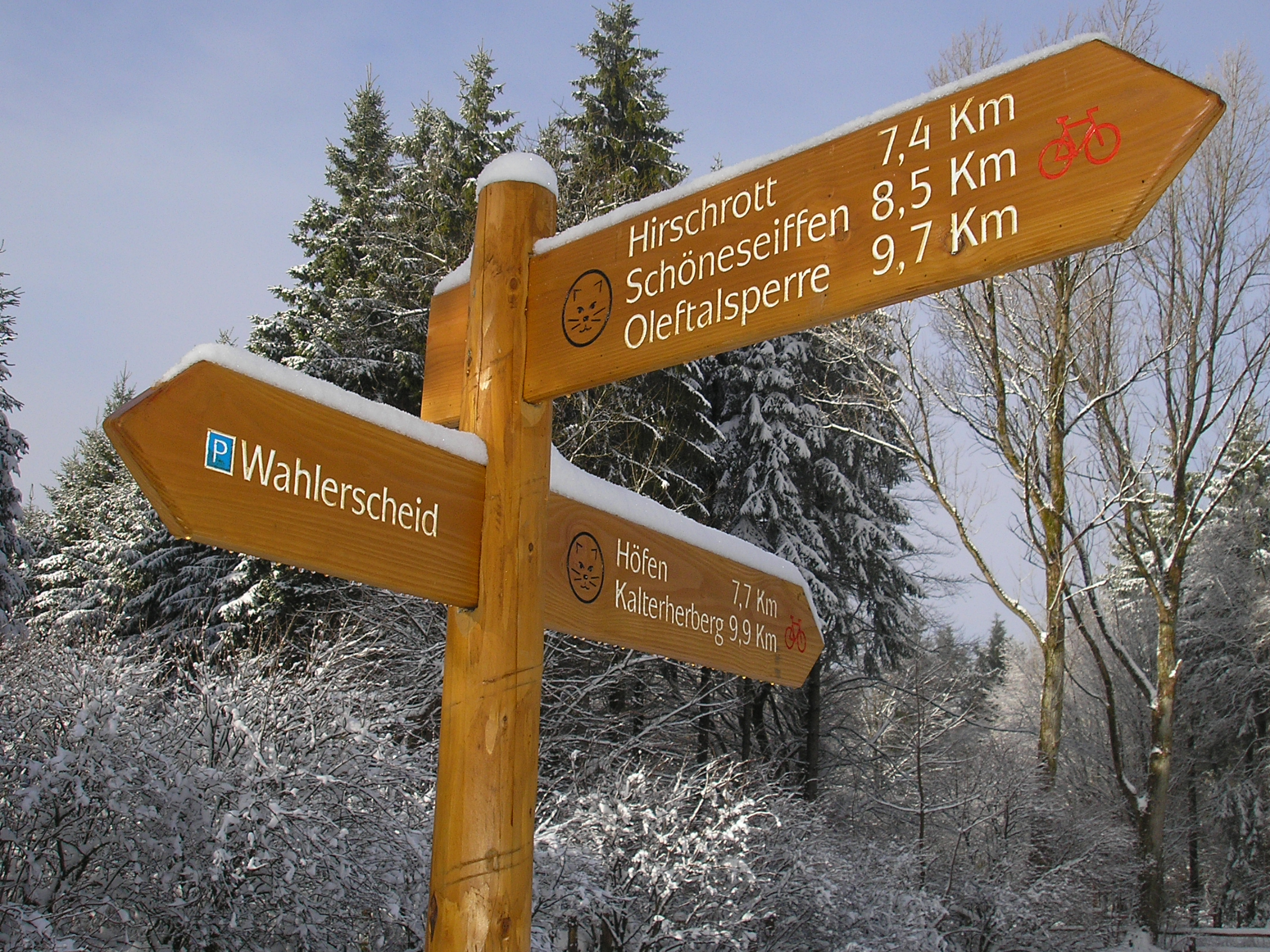
Wegwijzer bij Wahlerscheid

## Mijnenvelden
Niet alle delen van het nationale park zijn toegankelijk. Uit de Tweede Wereldoorlog dateren nog mijnenvelden, waar zich glasmijnen bevinden. Dit type mijn is niet te verwijderen omdat er geen opsporingsapparatuur voor bestaat. Zelfs honden kunnen niet ingezet worden omdat er overal in de grond springstof zit. Verwondingen door deze mijnen zijn vrijwel niet behandelbaar, omdat glas vrijwel niet met medische (röntgen)apparatuur te zien is. Een ander type mijn dat hier ligt, de betonmijn, zal zich met de tijd door inwerking van vocht zelf deactiveren, maar dat is bij de hermetisch afgesloten glasmijnen niet het geval.